# Louise Lindström
Louise Lindström, född 28 april 2000, är en svensk längdskidåkare. Hon tävlar för Falun Borlänge SK. Lindström fick sitt internationella genombrott när hon vann guld i sprint på Juniorvärldsmästerskapen i nordisk skidsport 2020 i Oberwiesenthal.
2025 placerade hon sig på en andra plats i Tjejvasan.